# Jaslene González
Jaslene González, född 29 maj 1986 i Puerto Rico, är en puertoricansk fotomodell och vinnare av den amerikanska dokusåpan America's Next Top Model år 2007. González är nu programledare på kanalen CoverGirl TV.